# 華語流行音樂
華語流行音樂（英語：Mandarin popular music），指現代標準漢語的流行音樂，為中文流行音樂的子類別之一，也是以華語為載體的流行音樂中第一個成形的子類別。起源於二十世紀的上海，目前主要流行於台灣、中華人民共和國（中國大陸、香港、澳門）、馬來西亞和新加坡等說漢語的地區。

## 歷史

### 華語流行樂的發源
商業性的中文流行音樂是與留聲機同步出現的，後者最早是由法國人Labansat帶至上海西藏路的。百代是創建華語流行音樂工業的最早的唱片公司之一。

### 1920年代：時代曲的產生
1920年代，華語流行音樂被稱為時代歌曲。它們被視作華語流行音樂的原型。從地域上說，上海是華語流行音樂的中心。被視為“中國流行音樂之父”的黎錦暉是該種音樂體裁的創始者。他創作於1920年代的作品《毛毛雨》被視為最早的中文流行音樂。而美國爵士樂小號手——巴克·克萊頓（Buck Clayton）曾在上海同黎錦暉一起工作，他們兩人彼此學習，相互影響，使對方熟習的音樂元素融入自己的音樂中。黎錦暉創建的明月歌舞團也是首個中國流行音樂團體，後於1931年並入聯華影業公司，成為首個進入中國電影工業的流行音樂團體。

### 1930–1940年代：七大歌星的時代
中華民國時期最初的“七大歌星：周璇、白虹、龔秋霞、姚莉、白光、李香蘭（山口淑子）、吳鶯音”奠定了華語流行音樂在亞洲社會中的地位。這些歌星在演唱中結合了中國傳統的小曲、日語流行音樂等的演唱技巧，其演唱風格與之前任何中文音樂均不盡相同。此時，處於繈褓之中的中國電影工業正在成長，並網羅歌手擔當電影演員或電影歌曲配唱工作。由於其成功的歌唱和電影表演生涯，周璇被視為這一時代中最具代表性的華語流行音樂明星。這一代人見證了女歌手在輿論中從“歌女”一躍成為“明星”的歷程。她們甜美的歌聲也通過位於各大城市的廣播電臺傳到家家戶戶的收音機裏，而唱片則在唱片公司的包裝下成為極具吸引力的娛樂商品。該時代由於中國抗日戰爭中日本軍隊佔領上海而遭到干擾，但最終仍延續至1940年代末期。

### 1950－1960年代：分裂與新生
1949年，中華人民共和國成立，中共取得政權，開始在文化領域推行了一系列的革命政策，推行的其中一項政策便是將流行音樂宣佈為色情，至此在中國大陸，流行音樂被嚴厲壓制，只容許中國民族音樂與中國革命音樂，嚴重打擊中國音樂發展。
龔秋霞、姚莉、白光、吳鶯音、張露等上海海派時代曲音樂人，因戰亂南遷至香港發展，香港開始成為時代曲的接續發展中心，後因邵氏、電懋影業競爭，歌舞片盛行，幕後代唱演歌雙棲成為常態，代表者為葛蘭、葉楓、淩波、潘秀瓊等人。
1949年後，由於國民政府同帶不少社會精英遷往台灣，臺北成為華語流行音樂的新中心。
1962年11月8日起，由慎芝擔任主持人的《群星會》在臺北台視開播，開啟了黑白電視歌唱節目時代，至1977年3月29日停播，共播出1283集，群星會是以現場直播的方式播出。所創造的男女對唱的表演型態風靡一時，張琪、謝雷、孔蘭薰、青山、吳靜嫻、美黛、趙曉君、姚蘇蓉、紫薇、余天、陳蘭麗、楊小萍、尤雅、陳盈潔、楊燕皆是其座上賓，鄧麗君因演唱台視晶晶連續劇主題曲，15歲初出道時首次參加群星會，成為該節目年紀最小的來賓。群星會的影響力遍及東南亞成為此世代的共同記憶。
隨著電視在大中華地區等地的普及，流行音樂工業也借助其獲得了新的成長。電視劇繼電影之後，與包括華語流行音樂在內的中文流行音樂形成相互扶持的關係。而流行音樂的傳播媒介也在廣播電臺之後又增加了電視這一新媒體。錄音機（收錄機）與磁帶（卡式錄音帶）的流行使留聲機及唱片逐步退出歷史舞臺。流行音樂工業也隨之邁向了新階段。
1956年，在青年樂手金祖齡（Johnny King）的號召下，台灣第一支演唱英文歌曲的搖滾樂團「洛克樂隊」（Rock Band）正式成軍。由於「洛克」歌聲動人，甚獲蔣宋美齡夫人喜愛，特別邀請該團到各地舉行勞軍演出，深得美國大兵們的歡迎。60年代中期，美國開始全面介入越南戰爭，台灣成為駐越美軍的渡假中心，酒吧與色情行業大量興起，源自「美軍電台」（American Forces Network Taiwan，簡稱AFNT）的鄉村音樂和民謠歌曲也跟著慢慢流行起來，並以美軍俱樂部（如臺北美軍招待所）及飯店西餐廳、舞廳和夜總會為據點，包括臺北中山北路、台中大雅路、台南健康路、高雄鹽埕區等，帶動了西洋熱門樂團的發展，也培養了台灣本地大量的流行音樂人才。

### 1970－1980年代

#### 台灣：華語流行音樂中心地位
1965年，陶曉清開始在中廣主持《中廣熱門音樂》節目介紹當時西洋流行音樂。1971年，中華民國退出聯合國，1979年，中華民國與美國斷交，台灣國際地位慢慢降低，而青少年們仍沉浸在西式音樂文化之中。在風靡「舊上海」式歌曲，與日本及西洋翻譯歌的氛圍之下，創作屬於「中國人」的歌曲，這樣的想法慢慢開始萌芽。整個七八十年代，臺北拓展並保持了其華語流行音樂的工業中心地位。
70年代初，隨著青春校園電影及瓊瑤「三廳電影」熱潮，以電影主題曲姿態出現的國語時代曲亦獲得空前成功。當中劉家昌的創作班底獨領風騷，劉更憑藉培育或引薦多位日後叱吒七八十年代臺灣華語樂壇流行巨星，尤雅、鄧麗君、費玉清、甄妮、劉文正、鳳飛飛、黃鶯鶯等，成為不爭的七十年代華語樂壇教父。其時，華語流行音樂的影響力遠遍新加坡，馬來西亞及印尼， 而鄧麗君的歌聲亦傳至中國大陸。1975年，陶曉清在中廣開闢了《熱門音樂》節目，其中另闢一個「中西民歌」時段，介紹由青年學子自行創作的歌謠。這些實驗性的歌曲，得到了聽眾的迴響喜愛。1975年，楊弦的「現代民謠創作演唱會」拉開了民歌運動的序幕。1976年在李雙澤的高呼之下，「唱自己的歌」成為風潮，歌謠創作如雨後春筍般湧現。此時，陶曉清以電台廣播人的身份，聯合了廣播界與藝文界人士，召開「中國現代民歌」演唱會，包含了胡德夫、楊弦、楊祖珺、吳楚楚等民歌運動健將。陶曉清並策劃了「第一屆中國現代民歌之夜」演唱會，與《我們的歌》專輯出版。陶曉清參與其中的民歌運動，逐漸成為1970年代中期後，台灣流行音樂界的發展方向之一。
70年代中至80年代，臺灣一方面從校園發展出以「唱自己的歌」為號召的校園民歌創作熱潮，如蔡琴、齊豫、潘越雲、李建復、施孝榮、黃大城 、陳明韶、王夢麟、趙樹海、葉佳修、李壽全、李泰祥、蘇來、靳鐵章 、梁弘志等人開始投入樂壇，另一方面以玩西洋音樂樂團起家的音樂人，也開始回歸國語唱片參與製作及演唱，如黃鶯鶯、蘇芮、羅大佑、譚健常、陳志遠、翁孝良等人，彼此激發火花樂壇風格更趨多元成熟。80年代起，與臺灣社會經濟發展同步，民歌亦進入成熟與商業化時期，西洋音樂樂團起家的人成為主流，市場欣欣向榮唱片公司百家爭鳴，詞曲創作與唱片製作成為專業並開始細緻化分工，其中最主流的兩家為吳楚楚與彭國華創辦的飛碟唱片（有蔡琴、黃鶯鶯、蘇芮、王芷蕾 ，知名創作人李壽全、陳志遠、陳樂融、張雨生等人），與段鍾沂、段鍾潭兄弟創辦的滾石唱片（有陳淑樺、齊豫、潘越雲，知名創作人羅大佑、李宗盛、陳昇、小蟲、黃韻玲等人），兩家公司的良性商業競爭擴展了唱片市場，創作力道豐沛多元。
1982年开始，羅大佑的《之乎者也》等专辑的流行將華語流行音樂帶到了一個新的高度。該時代最成功的歌曲之一便是羅大佑的《明天會更好》。這首歌最初由60位歌手於1985年演唱。該歌曲迅速傳遍了亞洲並成爲華語流行音樂的一個標杆。1983年8月至1984年10月臺灣華視開播，張小燕主持的綜益節目《綜藝100》，其中與《民生報》聯辦的流行歌曲排行榜膾炙人口，以唱片銷售量定榜單，每週公佈當週排行榜，每季結算當季累計最暢銷專輯前十名，成為流行音樂指標。1989至1998年台灣華視播出胡瓜主持的《金曲龍虎榜》，則繼續與《民生報》及台灣區唱片工業同業公會、中華民國消費者文教基金會合作，民眾明信片票選與銷售量各佔一半比例統計出每週最佳專輯與最佳歌曲，《民生報》每日刊登票選表格。每週由報榜主持人公佈每週歌曲前20名排行榜，每年舉行十大票選偶像藝人與銷售量的頒獎典禮。公正的排行榜節目普及人心，成為老將展實力，新人曝光發熱的極佳管道，亦促成台灣唱片市場蓬勃發展。
在芸芸臺灣女歌手中，鄧麗君、鳳飛飛、黃鶯鶯、蘇芮是融合各種樂風的傑出者。鄧麗君的音樂風格上接上海時代曲下啟台灣流行樂，不僅是華語流行音樂巨星，也在日語流行音樂、台語流行音樂、粵語流行音樂發展史上具有重要的地位；鳳飛飛以獨到表演方式橫貫華語與台語流行音樂，拉近流行音樂與土地及生活的距離。從樂團與美軍俱樂部起家的黃鶯鶯與蘇芮中英雙聲帶紅遍海內外，則是將西洋樂風帶入華語流行音樂的指標性人物；黃鶯鶯專注在唱片製作演繹，以其獨到的品味與唱腔，不斷與新秀合作翻新音樂風格，唱片賣座創作者也受到樂壇注目，為華語流行音樂注入新血；蘇芮打破樂壇溫柔女聲慣例，將西洋音樂中的靈魂樂揉入國語音樂中。上述四位女歌手皆先後獲得台灣金曲獎終身“特別貢獻獎”。
到了1987年戒严令解除，台湾歌手开始往中国大陸扩展事业，如費翔通過演唱台灣經典流行歌曲紅遍中國大陸，他在1987年央视春晚上演唱了名曲《故乡的云》、《冬天里的一把火》。同年齊秦的《大約在冬季》、《外面的世界》等歌曲也風靡兩岸。而八十年代末以《一場遊戲一場夢》出道的王傑銜接了巨星斷層，童安格也在这段时间凭着《其实你不懂我的心》等专辑大红大紫。

#### 香港：粤语乐坛崛起
而在香港，许冠杰也掀起唱粤语歌风潮，原本靠唱国语歌或英文歌的罗文、徐小凤、温拿乐队等纷纷开始唱粤语歌。郑少秋为当时第一代演而优则唱的粤语歌手，凭着楚留香及主题曲在台湾大红大紫；而罗文在日本参加歌谣赛间吸收到泽田研二坎普风及以华丽衣着等舞台表演风格，开始把此风格推广至大众，影响后辈往后华语舞台表演风格模式，70年代末更凭着歌曲《小李飛刀》走红台湾及东南亚。温拿乐队是该年代最为火红的华语乐队，影响力遍及东南亚及台湾，两位主唱谭咏麟和钟镇涛更被邀主演台湾不少文艺电影。
香港八十年代时期，1983年香港體育館的落成乃标志着大型舞台表演的开始，在罗文引入坎普风舞台表演风格后，后辈歌手舞台风格越加华丽鲜艳，在唱片工业愈加发达的同时也孕育出了众多巨星。其中最具代表性的当属「三王一后」，张国荣、谭咏麟、陈百强和梅艳芳。除三王一后外，林子祥、Beyond乐队、陈慧娴、叶倩文也金曲频出，其中林子祥的十分十二寸掀起串烧歌风潮，影响到后辈如巫启贤的凑热闹、张学友的友情歌、古巨基的劲歌金曲系列等，Beyond乐队的《海阔天空》及《光辉岁月》、陈慧娴的《千千闋歌》、叶倩文的《潇洒走一回》等金曲带着这些粤语歌手突破语言的隔阂火遍大江南北，香港一度成为华语娱乐圈朝圣的殿堂，就连邓丽君、王傑、周华健、张信哲、巫启贤、陈洁仪、许美静等外地歌手也曾发行粤语专辑，並取得了取得香港市场的青睐。
八十年代末起世界各大唱片公司紛紛成立香港和台灣分公司搶攻華語音樂市場，香港乐坛、臺灣樂壇影響力擴展到全球華語音樂圈。

#### 中国大陆：对外开放，本土流行乐萌芽
在七十年代末，隨著文化大革命的結束，拨乱反正启动，中国共产党調整了對內對外政策，于1978年底正式開始實行改革開放。邓丽君等人演唱的華語流行音樂開始流行於中國大陸的年輕人中間，并在“新启蒙运动”过程中扮演重要角色。1980年代，錄音機及電視在中國大陸城市中的大規模普及，使得華語流行音樂的傳播如虎添翼。陶东风认为，“这些所谓‘靡靡之音’在当时是作为对极端的‘公共文化’（其代表是所谓的‘样板戏’）的反动而出现的，它不但极大地改变了当时中国老百姓十分单调贫乏的文化生活，而且在这个意义上，它与‘新启蒙’和人道主义思潮在精神上无疑是极为一致的，可以说是通过自己的方式呼应和推动了思想界、理论界的‘新启蒙’和人道主义思潮。”
而早在七十年代末，中国大陸流行歌曲萌芽，李谷一演唱的《乡恋》被认为是当时中国大陆的第一首流行歌曲，1979年底起风靡全国，从唱法到歌词都是在贴近本真的人和人性，但不久就因被批判为“靡靡之音”、“黄色歌曲”而被禁，人民音乐出版社甚至出版了大陆一些具有官方背景的音乐人士所编写的《怎样鉴别黄色歌曲》文集，但最终《乡恋》在1983年春节联欢晚会获得解禁。此后，中国流行音乐歌坛进入到一个繁荣的新时期，率先出现了以《信天游》、《黄土高坡》、《我热恋的故乡》等为代表的“西北风”流行歌曲原创潮。
1984年，香港歌手張明敏在央视春晚上演唱《我的中国心》，由王福龄作曲、黄霑填词，一举成名，而曲目也在八十年代的中国大陆广为流行。1985年，美籍华人黄锦波在春晚上演唱《龙的传人》，第一次将这首歌传唱到中国大陆。
1986年，崔健推出的《一无所有》成为中国摇滚乐的开山之作，在“新启蒙运动”过程中扮演重要角色，美学家高尔泰曾经评价：“也许崔健和他的摇滚乐是中国目前唯一可以胜任启蒙的艺术形式了。因为理论界的范围大狭窄，起不了大面积的启蒙影响，而音乐是一种特殊的语言，它能起到任何其他方式都达不到的作用。中国需要启蒙。”《一无所有》在中国大陆“八九民运”期间被广为传唱，成为当时抗议学生的非正式用歌，也成为了一个时代标志。而崔健的崛起，也带动中國大陸摇滚乐的发展，其中汪峰、臧天朔、竇唯、謝天笑、鄭鈞等都深受他影响而投身乐坛。
1986年，中國大陸的郭峰等人創作了歌曲《让世界充满爱》，該曲由128名華語流行音樂歌手在北京首唱。當時這首歌曲是從美國歌曲《We Are the World》中吸收了靈感。這種群體大規模共同演唱的形式使華語流行音樂的創作和表演形式更為豐富。
到了1987年，費翔通過演唱台灣經典流行歌曲紅遍中國大陸，他在1987年央视春晚上演唱了名曲《故乡的云》、《冬天里的一把火》。

### 1990年代：大融合
進入1990年代後，隨著冷戰的結束以及新科技的發展，包括海峽兩岸的大中華地區乃至亞洲甚至全世界的經濟與文化聯係都日益緊密。這不僅促進了包括華語流行音樂在內的各種流行音樂在世界各地的傳播，更對流行音樂工業的發展起了重大的推動作用。1990年代後期，CD的出現和廣泛流傳不僅逐漸結束了磁帶的時代，也使華語流行音樂獲得了傳播上的更大便利。
而香港男歌手方面代表则是80年代中期出道走红的張學友及靠影视或广告获得人气而发唱片的劉德華、黎明和郭富城，被大眾传媒捧为「香港四大天王」，譽為香港十大文化符號之首，四大天王的影響力席捲華人地區，重新定義了偶像含義，成為當時影響人們生活中重要文化載體。其中張學友於1990年代間推出的《吻別》、《祝福》等多張華語唱片在大中華區大熱，他的粵語唱片亦開始在其他華語地區流行，包括臺灣、星馬及中國大陸，如《情不禁》、《真情流露》等。張學友是大融合時期最為耀眼的歌手之一，亦成為1990年代最具有代表性和唱片銷量最高的華語流行樂巨星之一。他的唱片銷量和成就甚至曾引起歐美樂壇的矚目，令華語音樂開始走向國際，亦有歐美著名樂隊將他的著名歌曲重新翻唱並獲得成功。張學友在華語樂壇享有極高的聲譽，被譽為華語流行樂壇的「歌神」。

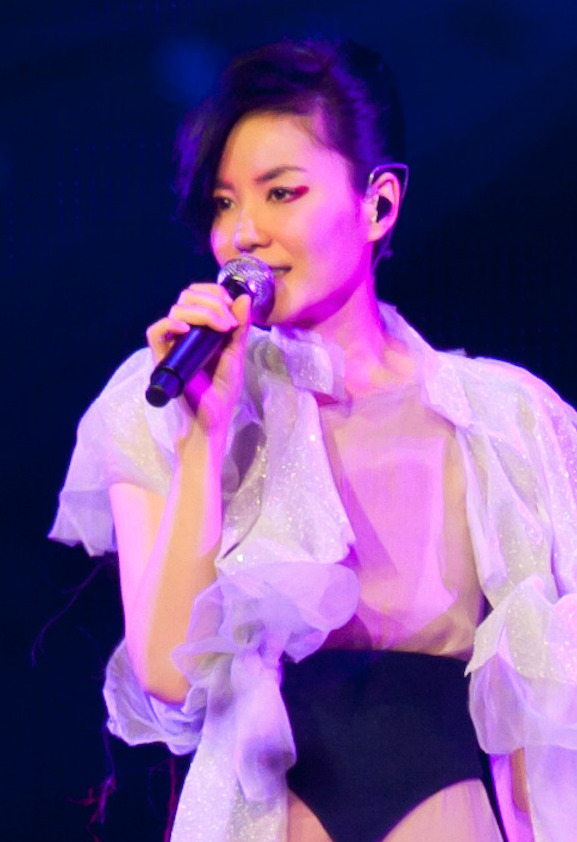
王菲被譽為大中华地区乐坛天后

1990年代的香港女歌手以王菲作為主要代表人物，王菲亦是華語樂壇的女歌手代表之一，被海內外譽為大中华地区「乐坛天后」。王菲的音樂具有強烈的個人意識，專輯具有極高的概念性、音乐性和完整性，是90年代港台唱片工业最为鼎盛时期音乐艺术造诣最高，且成就最高、影响力最大的女歌手。王菲也是华语音乐文化大融合的代表之一，中国大陆的出身使她即使在香港发展却与内地音乐圈保持密切联系；留美经历更使她也受到西方音乐文化的熏陶，她是最早將夢幻流行、神遊舞曲、人聲實驗、痴哈等音樂風格引入華語樂壇的歌手之一。在粤语市場，她的《容易受伤的女人》、《爱与痛的边缘》等歌曲脍炙人口，国语市场方面她的《我願意》、《紅豆》等歌曲更是经久不衰；其中《我愿意》被各国歌手翻译成10余种语言，是全球范围内知名度最高的华语歌曲之一。甚至在日本發展的作品《Eyes on Me》也在當地取得了极高知名度。
除了王菲，90年代香港还出了许多突破地域限制、享誉华语乐坛的女歌手，如林忆莲、郑秀文、陈慧琳、莫文蔚等等。其中林忆莲不仅在香港取得过不俗的成绩，在90年代转战台湾時亦大获成功。她的华语歌曲如《伤痕》、《为你我受冷风吹》、《至少还有你》等多首經典作品在两岸三地都具有極高的知名度，是大融合时期另一位具有代表性的天后歌手。
1990年，台灣樂壇的金曲獎在蔡琴等人的倡导下成立，令華語歌壇又增添了良性競爭的契機，各家唱片公司推出當家歌星出戰報名金曲獎力拼各大獎項，也讓單張唱片以銷量累計突破百萬的門檻，造就當時產值高昂的唱片工業。90年代台灣的華語流行音樂以張雨生、李宗盛、陳昇、伍思凱、伍佰、張宇等音樂人為重要代表人物，其中李宗盛提携及為周华健、赵传、张信哲、辛晓琪、林忆莲、莫文蔚等男女歌手创作大量经典歌曲，成為“華語音樂教父”之一。

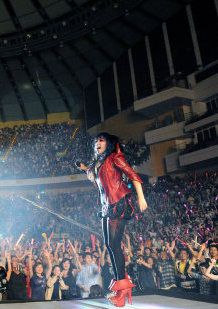
張惠妹為華語女歌手唱片銷量及演唱會場次紀錄保持人

90年代中後期的華語樂壇以任贤齐、范晓萱、李玟、许茹芸、張惠妹、动力火车為代表人物，其中張惠妹1996年以專輯《姊妹》出道後即一炮走紅，遍及兩岸三地的「張惠妹現象」為90年代後期的華語樂壇畫下濃墨重彩的一筆，此後更成為90年代後期至今華語流行女歌手的指標型人物之一。張惠妹至今已發行19張個人專輯，全球累計已有5500餘萬張專輯銷量和400餘場演唱會，為華語女歌手專輯銷量及演唱會場次紀錄保持人
，其中世界巡迴演唱會以及個人演唱會的觀賞人數逾700萬人次。她被眾多歌手、音樂人及媒體譽為國寶級天后，不僅影響了無數樂壇後輩同輩甚至前輩，歌曲傳唱度亦甚高，是被各大選秀比賽翻唱次數最多的歌手。張惠妹曾獲得多個本地及國際音樂獎項，包括1998年美國告示牌亞洲最受歡迎歌手獎並代表台灣前往日本參與NHK年度音樂盛典「Asia Live Dream」、2000年中華民國十大傑出青年，以及2004年第2屆世界和平音樂獎唯一大中華區代表藝人，更是台灣金曲獎最佳國語女歌手獎入圍紀錄保持人（共計14次入圍，得獎3次）。
1990年代初，中國大陸原創的華語流行音樂在廣東興起。廣東毗鄰香港、澳門，是文化大革命後期至改革開放時期包括華語流行音樂在內的各種流行音樂經香港、澳門輸入中國大陸的門戶，受流行音樂薰陶多年，又是多個經濟特區的所在地，現代工商業發達。由於流行音樂企業及優秀詞曲作家、歌手薈萃，該地區一度成為中國大陸改革開放後最早的華語流行音樂及粵語流行音樂中心。該地原創的華語流行音樂融合臺灣流行音樂的風格，並結合了地方特色，發展出華語流行音樂，一時風靡中國大陸及周邊地區，其中杨钰莹为当时的佼佼者，并创造当时在中國大陸的销量纪录，打破港台强势流行音乐的垄断。
但到1990年代末，普通話因沒有地方性基礎，而作為粵語基地的廣東卻始終沒有自我發展出粵語歌曲，音樂人才外流，最終沒有新人加入，廣東流行音樂最終式微。踏入2000年後，華語創作者開始北移。

### 2000－2010年代：新技術的挑戰

#### 唱片市場的最後輝煌
受到互聯網、P2P、MP3等新技術下載的影響，包括華語流行音樂在內的各種音樂工業在2000年代既獲得了新的發展良機；但同時又不同程度地面臨著極大的挑戰，世界宏觀經濟形勢的變遷也影響了各地華語流行音樂工業。根據統計，2006年後，台灣流行音樂總體國內產值已遽減為每年平均不到50億元，遂相關從業人員紛紛前往中國大陸尋覓新的商機。
2000年代是華語唱片市場最後的全盛時期，此時港台流行音樂仍蓬勃發展，影響力遍及整個大中華地區，包括周杰倫、陶喆、王力宏、蔡依林、蕭亞軒、羅志祥、楊丞琳、王心凌、張韶涵、A-Lin、方大同、盧廣仲、林宥嘉、蕭敬騰、徐佳瑩、韋禮安等男女歌手，以及五月天、S.H.E、F.I.R、蘇打綠等樂團或組合，這些台湾歌手無論在獎項和銷量上皆在全球华语乐坛取得巨大的成功。同時從香港、馬來西亞及新加坡至台灣發展的歌手如陳奕迅、梁靜茹、孫燕姿、林俊傑等亦成為華語流行樂壇有影響力的天王天后。

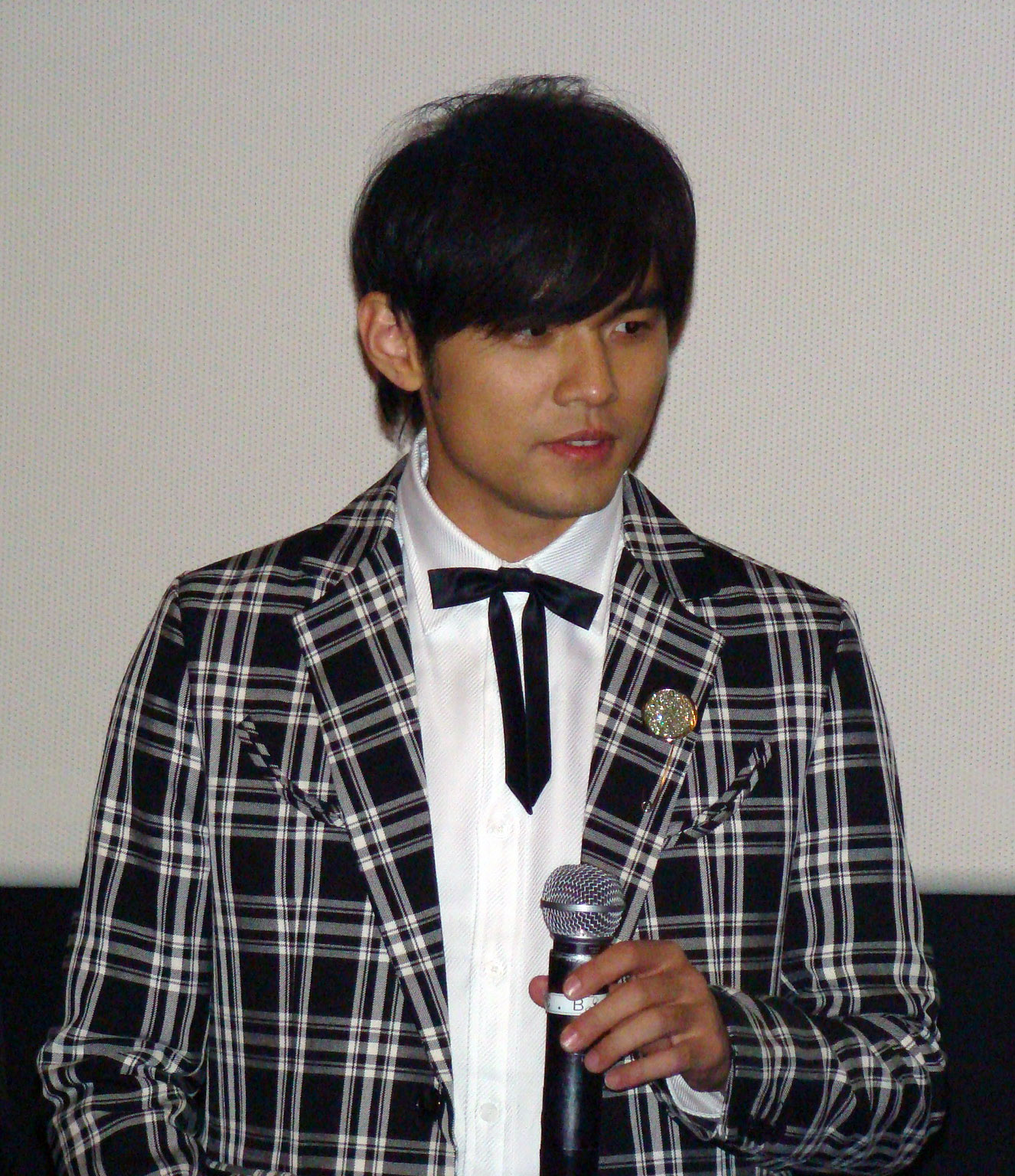
周杰倫在十年間幾乎嘗試了所有種類的華語流行音樂

其中2000年代最具代表性的台灣歌手為周杰倫。他以獨有的創作及演唱風格，並揉入Bossa Nova、Techno、另類搖滾、Ragtime等多種樂風，影響了整個新世紀的華語樂壇。他的前四張專輯中有三張皆獲得金曲獎最佳專輯，並與方文山的詞曲合作著稱。除了音樂上的高度，他的唱片銷量和歌曲傳唱度亦極高。
而在香港方面，最具影響力的代表歌手為陳奕迅。他於台灣金曲獎獲得過不少大獎，其中更九度提名、三度奪得最佳國語男歌手獎，是該獎項的得獎暨入圍紀錄保持人之一；同時他也是奪得該獎項次數最多的香港歌手。陳奕迅亦是首位於北京鳥巢開個人演唱會的香港歌手，並一連兩場。其華語樂壇天王的地位備受肯定。
同样在2000年代崭露头角、并以独树一帜的风格受到瞩目的，还有华语灵魂乐代表人物方大同（Khalil Fong）。他融合 R&B、灵魂、放克等西洋音乐元素，成功打造属于华语世界的 Neo-Soul 风格。他的代表专辑包括深情婉转的《爱爱爱》（2006）、融合温暖与思辨的《15 (方大同专辑)》（2011），以及概念性极强、灵感源于中国文化的《西遊記 (方大同专辑)》（2016）。他不仅在音乐创作上展现深厚实力，也持续影响华语乐坛对 R&B 与独立音乐的接受度与认知。
21世紀網路數位化革命時代的到來，卻也讓全球的華語流行音樂市場受到不小的衝擊：盜版及MP3的猖獗，音樂可以輕易從網上下載後，令正版CD銷量大大銳減，而難再恢復到八、九十年代時期華語唱片大賣的光景。在華語流行音樂進入了21世紀互聯網數位的時代，音樂人漸漸改為在網上音樂平台發佈單曲及開多場演唱會的方式來賺取收入，不再如過往以發行實體專輯為主。在現今的音樂人幾乎都透過網路來行銷音樂。

#### 中國大陸流行音樂崛起
在中國大陸方面，新世紀初比較知名的中國大陸流行歌手有許巍、樸樹、郑钧、羽泉、汪峰、楊坤、胡彥斌、水木年华、花儿乐队等。而2000年代中后期网络平台如QQ音乐、彩铃等崛起，标志着素人也能在网络发表作品走红成为知名歌手的开端，其中郑源成为04年彩铃总量之冠；杨臣刚凭着《老鼠爱大米》一曲传唱整个华语地区。在2010年左右QQ音乐更出現「三巨頭」，分別是許嵩、汪蘇瀧及徐良，因他們長期在QQ音樂熱歌榜佔據前三，與周杰倫、陳奕迅等傳統唱片歌手並駕齊驅。其中許嵩在2009年發布了第一張音樂專輯《自定義》，他在專輯中包攬了詞曲創作、編曲、製作和監製，在無唱片公司的推廣宣傳之下，僅靠歌迷自發網上購買秒售罄，專輯亦獲得極高的評價。
2000年代中期开始选秀热潮兴起，其中湖南衛視的第二届《超級女聲》大獲成功，李宇春获得冠军，亦成为当年最红的内地女明星，後續相關節目也陸續捧紅不少歌手，如周筆暢、張靓穎、陳楚生、張杰、張遠、華晨宇等人，但因选票方式惹起官方、内地乐评人及音乐人极大争议，而后引起中央電視台與廣電總局聯合打壓。但此热潮也影响到台湾2007年开辦的《超级星光大道》，其中萧敬腾、林宥嘉等选手更因此成为唱片公司青睐的新晋歌手。
2010年代後，中国大陸的流行文化逐年崛起，其中包括了中国大陸的流行音樂，特別隨著網絡音樂平台的繁榮，如網易雲音樂、酷狗音樂、QQ音樂、蝦米音樂和抖音短視頻，以及各類電影、電視劇的主題曲，再加上音樂综艺节目如《中国好聲音》、《我是歌手》、《明日之子》、《中国好歌曲》等等，捧紅或挖掘了不少新晋歌手及民謠歌手，例如張碧晨、單依純、黃霄雲、周深、南征北战NZBZ、阿肆、霍尊、朱婧汐、薛之謙、宋冬野、陳粒、毛不易等靠着这些综艺节目於中国大陸走红；李荣浩、赵雷、裘德、许钧、苏运莹、Mr. Miss等更获台湾金曲奖肯定其音乐口碑。
而歌唱事業重心轉往中国大陸的港台歌手如楊宗緯、彭佳慧、林志炫、A-lin、鄧紫棋等因《我是歌手》獲得中國大陸樂迷大量關注，其中香港歌手鄧紫棋更透過該節目红遍中国大陸，成為華語流行樂壇新生代天后。
同时韓國流行音樂文化进入强势，不少中国大陸艺人如张艺兴、鹿晗、黄子韬、吳亦凡、王嘉爾、宋雨琦等均前往韩国出道发展。其培训艺人的制度也影响到全华语地区，如2018年的《偶像练习生》和《创造101》等组合选秀节目因此诞生。
現今許多歌曲已不再通過傳統的唱片方式發行，而是藉由網絡模式發表銷售數位單曲或專輯，形成全新的華語音樂創作與傳播形態。

### 2020年代至今：網路串流平台的普及
2020年代初，出道超過20年的周杰倫、林俊傑及陳奕迅仍然叱咤華語樂壇。三人佔據2023年度Spotify全球最多串流收聽次數華語歌手頭三位。尤其是周杰倫已連續數年稱霸華語串流播放量，於各大華語音樂榜均常佔前列位置，睽違6年推出的專輯《最偉大的作品》甚至成為了2022年IFPI全球專輯暢銷榜冠軍，其中文流行天王的地位仍穩固。，隨後中國的歌手周深在2024年發行的第二张個人专辑《反深代词》登上IFPI2024全球畅销专辑实销榜第11名，是 IFPI 2024 年度四大专辑榜单上唯一上榜华语歌手
網絡短影音平台（如TikTok）於華語地區日益普及，對華語音樂市場的影響亦不少。2021年11月，陳奕迅推出線上遊戲《英雄聯盟》首部動畫劇集《奧術》的中文主題曲《孤勇者》。於中國大陸上線當晚，即創下2億次播放量，其後於台灣及馬來西亞等地亦爆紅，甚至風靡各地華人小朋友，《孤勇者》被譽為新一代兒歌神曲。陳奕迅推出這歌曲後，雖然尚未於節目演唱作推廣，但歌曲仍現象級爆紅，有說因為網絡短影音平台的傳播力助攻，短影音充斥《孤勇者》作背景音樂、各種改編版本，以及由此衍生出來的手勢舞等，歌曲由小朋友圈傳播至家長們，使歌曲獲得廣泛關注。網絡短影音作新時代的音樂推廣媒介不容忽視。

## 特點

### 曲調
當代華語流行音樂十分盛行以卡農進行(1-5-6-3-4-1(3)-2-5)為主體的抒情歌，亦稱芭樂歌（Ballad）。諸如周興哲、林俊傑等人都非常擅長以此種和弦進行作曲。此種歌曲大量佔據了華語樂壇的排行榜。

### 樂器及設置
二十年代時代歌曲萌芽時期，演奏樂隊往往以國樂樂器為主，輔以西洋提琴增潤音色。到三十年代中期，西洋樂器漸成主流，甚至有用管弦樂演奏傳統中式旋律。如今的樂器配置則更為西方化，吸收了諸如節奏藍調、嘻哈音樂等的許多配樂特點。少數華語音樂人如陶喆、周杰倫、王力宏、李榮浩等人已經嘗試過將傳統的中國樂器同西方影響相結合。

### 歌詞
華語流行音樂的歌詞創作最早是從民間小曲及古代詩詞中汲取靈感。早期的作詞家如范煙橋、陳蝶衣等均深通韻律，上承中國古詩的遺風，歌詞雅俗共賞，俗而不淫。當今作詞家則順應新時代的需要，歌詞更加直白，有的還吸收西方流行音樂的特點，歌詞創作也呈現五光十色。
方文山以典雅的文筆及詞彙著稱，與周杰倫的曲一同確立了流行音樂中國風。他在《范特西》一張專輯內入圍了三首最佳作詞人獎項。香港的林夕號稱詞神，諸多膾炙人口的歌曲出自其筆下。熊仔、蛋堡等嘻哈界創作者以大量互相配合的韻腳增添了華語音樂的豐富程度。

## 行業

### 廠牌
现今華語流行音樂音樂廠牌包括獨立廠牌杰威爾音樂、福茂唱片、相信音樂、華研國際音樂和主流廠牌子公司例如索尼音樂、環球音樂、華納音樂。過去幾年，中國大陸廠牌例如天娛傳媒、華誼兄弟、太合麥田、少城時代也已經出現。
- 歷史廠牌
  - 上海：百代唱片、長城唱片、新月唱片、大中華唱片
  - 香港：百代唱片、飛利浦唱片、鑽石唱片、寶麗金、Polydor
  - 台灣：飛碟唱片、上華唱片、鄉城唱片、歌林唱片
- 當代廠牌
  - 中國大陸：天娛傳媒、華誼兄弟、太合麥田、少城時代、天浩盛世、樂華娛樂、TFING
  - 香港：寰亞唱片、英皇娛樂、東亞唱片、華星娛樂、太陽娛樂
  - 臺灣：滾石唱片、華研國際音樂、福茂唱片、亞神音樂、種子音樂、相信音樂
  - 新加坡：海蝶音樂、海峽唱片
  - 馬來西亞：海螺音樂

### 排行榜
全球華語歌曲排行榜於2001年由來自北京、上海、廣東、香港、新加坡、臺北和吉隆坡等七家電台聯合成立；而全球流行音樂金榜則是來自中國大陸、臺灣、新加坡、馬來西亞、美國、加拿大、澳大利亚、新西蘭等全球十二家華語電台在2009年底共同設立。

## 頒獎典禮
- 臺灣金曲獎（臺灣）
- 唱工委音樂獎（中國大陸）
- 北京流行音樂典禮（中國大陸）
- CCTV-MTV音樂盛典（中國大陸）
- 四台聯頒音樂大獎（香港）
- 中華音樂人交流協會年度十大單曲暨十大專輯（臺灣）
- HITO流行音樂獎頒獎典禮（臺灣）
- 勁歌金曲頒獎典禮（香港）
- 無線音樂排行榜（中國大陸）
- 新城國語力頒獎禮（香港）
- 十大中文金曲頒獎音樂會（香港）
- 新加坡金曲獎（新加坡）
- 音樂風雲榜（中國大陸）
- 叱吒樂壇流行榜頒獎典禮（香港）

## 電台
| 電台                                     | 地點             | 頻率及平臺                                         |
| ---------------------------------------- | ---------------- | -------------------------------------------------- |
| KISS Radio                               | 臺灣高雄         | 99.9 FM、99.7 FM、97.1 FM、98.3 FM、網路           |
| 好事聯播網                               | 臺灣高雄         | 89.3 FM、98.3 FM、98.9 FM、90.3 FM、 FM93.5 、網路 |
| Hit Fm                                   | 臺灣臺北         | 90.1 FM、91.5 FM、101.7 FM、網路                   |
| 中廣音樂網                               | 臺灣臺北         | 網路                                               |
| 台北流行廣播電台                         | 臺灣臺北         | 90.7 FM 、91.7 FM、 網路                           |
| 全國廣播                                 | 臺灣臺中         | 106.1 FM、 網路                                    |
| 中央人民廣播電臺音樂之聲                 | 中國全國         | 90.0 FM                                            |
| 北京音樂台                               | 中國北京         | 97.4 FM、網路                                      |
| 深圳廣播電影電視集團                     | 中國深圳         | 97.1 FM、網路                                      |
| 上海動感101                              | 中國上海         | 101.7 FM、網路                                     |
| 88.3Jia                                  | 新加坡           | 88.3 FM、網路                                      |
| YES 933                                  | 新加坡           | 93.3 FM、網路                                      |
| 958城市频道                              | 新加坡           | 95.8 FM、網路                                      |
| 96.3好FM                                 | 新加坡           | 96.3 FM、網路                                      |
| 972最愛頻道                              | 新加坡           | 97.2 FM、網路                                      |
| UFM 100.3                                | 新加坡           | 100.3 FM、網路                                     |
| 澳門電台中文頻道                         | 中國澳門         | 100.7 FM、網路                                     |
| KAZN                                     | 美國洛杉磯       |                                                    |
| KSFN                                     | 美國舊金山       | 1510 AM                                            |
| KSJO                                     | 美國舊金山       | 92.3 FM                                            |
| KSQQ                                     | 美國舊金山       | 96.1 FM                                            |
| MY                                       | 馬來西亞         |                                                    |
| Radio Cakrawala FM                       | 印度尼西亞雅加達 | 98.3 FM                                            |
| MandarinRadio.com （页面存档备份，存于） |                  | 網路                                               |

## 參见
- 中國音樂
- 臺灣音樂
- 香港音樂
- 中文流行音樂
- 臺語流行音樂
- 客語流行音樂
- 粵語流行音樂
- 廣東流行音樂
- 臺灣最暢銷專輯列表